# Empis limata
Empis limata är en tvåvingeart som beskrevs av Collin 1927. Empis limata ingår i släktet Empis och familjen dansflugor. Inga underarter finns listade i Catalogue of Life.